# Nieuport-Delage NiD 29
Nieuport-Delage NiD.29 là một loại máy bay tiêm kích hai tầng cánh, do hãng Nieuport-Delage thiết kế chế tạo cho Không quân Pháp.

## Biến thể
NiD 29 C.1
NiD 29 B.1
NiD 29bis
NiD 29G
NiD 29D
NiD 29 ET.1
NiD 29 SHV
NiD 29V
NiD 29Vbis
NiD 32Rh
NiD 33 E.2
NiD 40 C.1
NiD 40R
Nakajima Ko-4

## Quốc gia sử dụng
Argentina
- Không quân Argentina

 Bỉ
- Không quân Bỉ

 Pháp
- Không quân Pháp
- Hải quân Pháp

 Italy
- Regia Aeronautica

 Nhật Bản
- Lục quân Đế quốc Nhật Bản với tên gọi Ko.4

 Tây Ban Nha
 Manchukuo
 Thụy Điển
- Không quân Thụy Điển

 Siam
- Không quân Hoàng gia Xiêm La với tên gọi B.Kh4 (tiêm kích kiểu 4)

## Tính năng kỹ chiến thuật (NiD 29)
Dữ liệu lấy từ 
Đặc điểm tổng quát
- Kíp lái: 1
- Chiều dài: 6.49 m (21 ft 3½ in)
- Sải cánh: 9.70 m (31 ft 10 in)
- Chiều cao: 2.56 m (8 ft 4¾ in)
- Diện tích cánh: 26.70 m2 (287.41 ft2)
- Trọng lượng rỗng: 760 kg (1.675 lb)
- Trọng lượng có tải: 1.150 kg (2.535 lb)
- Powerplant: 1 × Hispano-Suiza 8Fb, 224 kW (300 hp)

Hiệu suất bay
- Vận tốc cực đại: 235 km/h (146 mph)
- Tầm bay: 580 km (360 dặm)
- Trần bay: 8.500 m (27.885 ft)
- Vận tốc lên cao: 6,06 m/s (1194,26 ft/phút)

Vũ khí trang bị
- 2 × Súng máy Vickers 7,7 mm (0.303 in)